# Homoneura interstincta
Homoneura interstincta är en tvåvingeart som först beskrevs av Carl Fredrik Fallén 1820.  Homoneura interstincta ingår i släktet Homoneura, och familjen lövflugor. Arten är reproducerande i Sverige.